# Lemophagus
Lemophagus is een geslacht van insecten uit de orde vliesvleugeligen (Hymenoptera) en de familie Ichneumonidae.

## Soorten
- L. amurensis Kasparyan & Dbar, 1985
- L. crioceritor Aubert, 1986
- L. curtus Townes, 1965
- L. diversae Kusigemati, 1972
- L. errabundus (Gravenhorst, 1829)
- L. foersteri (Tschek, 1871)
- L. japonicus (Sonan, 1930)
- L. pulcher (Szepligeti, 1916)